# 福特Sierra
福特Sierra是一款歐洲福特所推出的中型家庭房車，台灣市場稱為福特新銳，是由福特歐洲部門在1982年至1993年生產販售。此車款和定位更高一階的福特Scorpio（1986年推出，台灣市場稱為福特天蠍星）在動力系統上及變速箱共用。

## 歷史

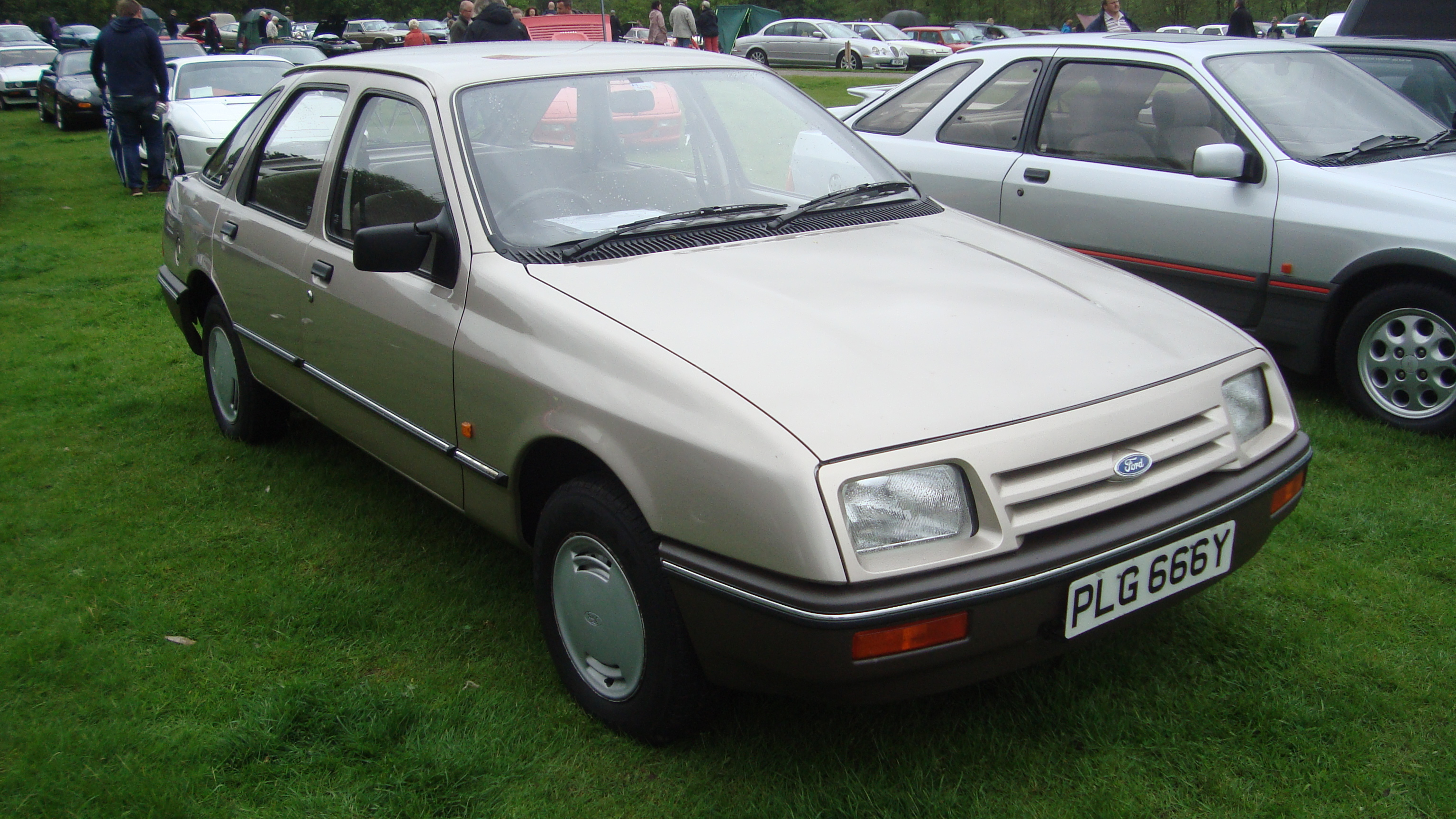
第一代

第一代Sierra於1982年9月22日首次亮相，1982年10月15日開始銷售，用以取代福特Cortina（台灣市場稱為福特跑天下）。由於它的過度前衛的車身造型。使許多保守的買家無法接受。但其風阻係數值已可達0.34。其主要生產地在德國、比利時、英國、阿根廷、委內瑞拉、南非和紐西蘭。Sierra在1983年獲選愛爾蘭年度最佳汽車榮譽。1983年以些微的差距落居歐洲年度風雲車第二名（第一名是奧迪100）。
1987年，Sierra改款。全面修改的汽車前端造型，前大燈設計是最大差異所在，另外尾燈的造型也做了修改。英國版本擁有進氣格柵而其餘地區販售的版本皆無，在英國地區稱為福特Sierra Sapphire。當時同級市場競爭者眾，包含標緻505、雪鐵龍BX、奧斯汀Montego、標緻405、歐寶Vectra等中型房車。

## 動力系統
福特Pinto SOHC引擎有1.3、1.6、1.8和2.0升的不同排氣量引擎可供選擇。OHV Cologne V6發動機（2.3、2.8和2.9升排氣量）。1990年代，由於排放標準收緊，Pinto發動機開始被淘汰，1988年的1.8改為1.8 CVH，在1989年福特推出了2.0升直四 DOHC發動機。台灣市場引進1.8 CVH和2.0升OHC以及之後取而代之的2.0升DOHC 2.8升v6引擎則曾經搭載於台灣市場少量引進的雙門運動版本XR4i身上,可發揮150匹馬力。2.9升v6引擎台灣則未引進（但動力系統相同於福特Scorpio 2.9升車型）。1993年，其後繼車種福特Mondeo發表,正式改朝換代。

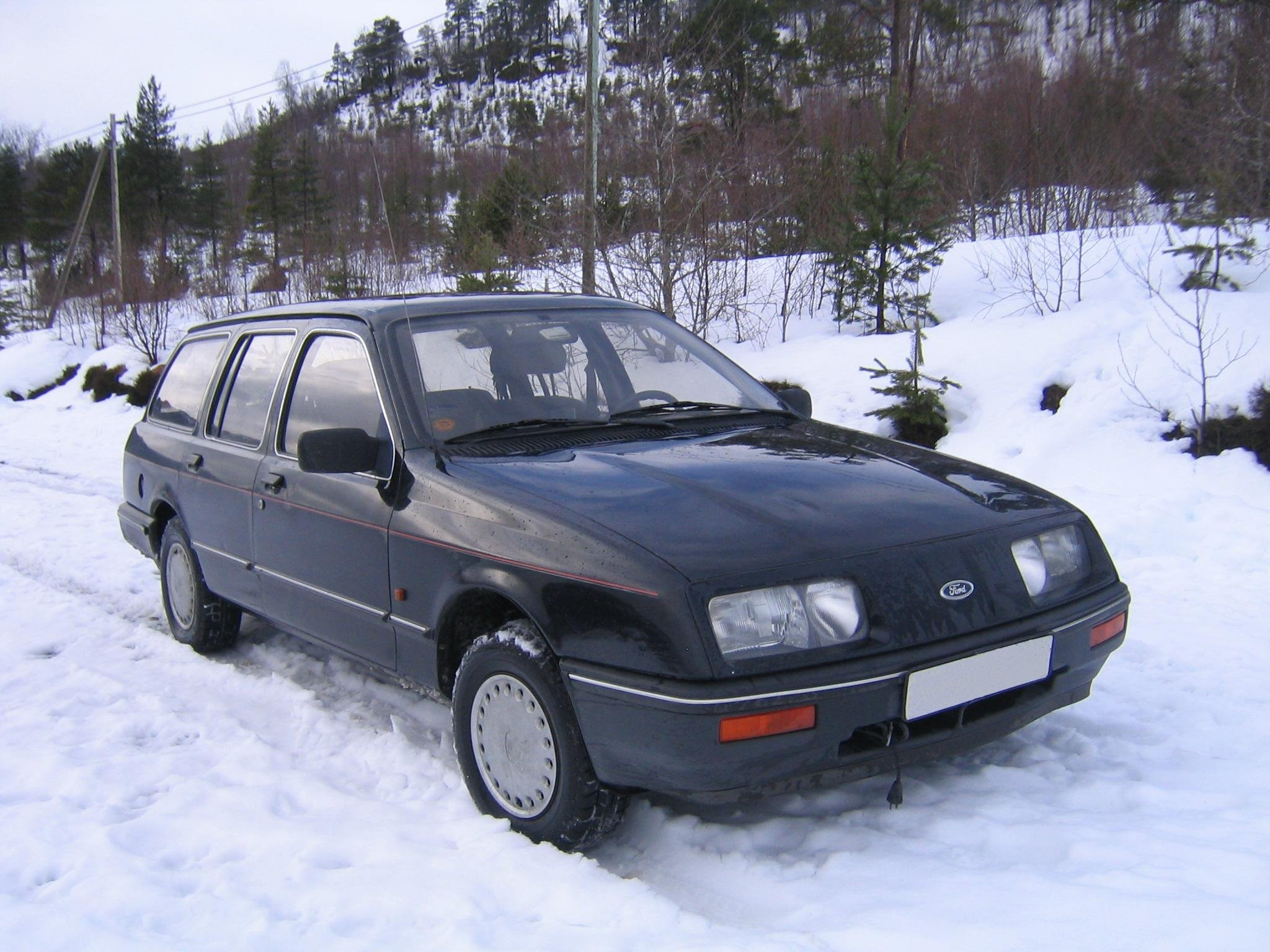
福特Sierra五門旅行車
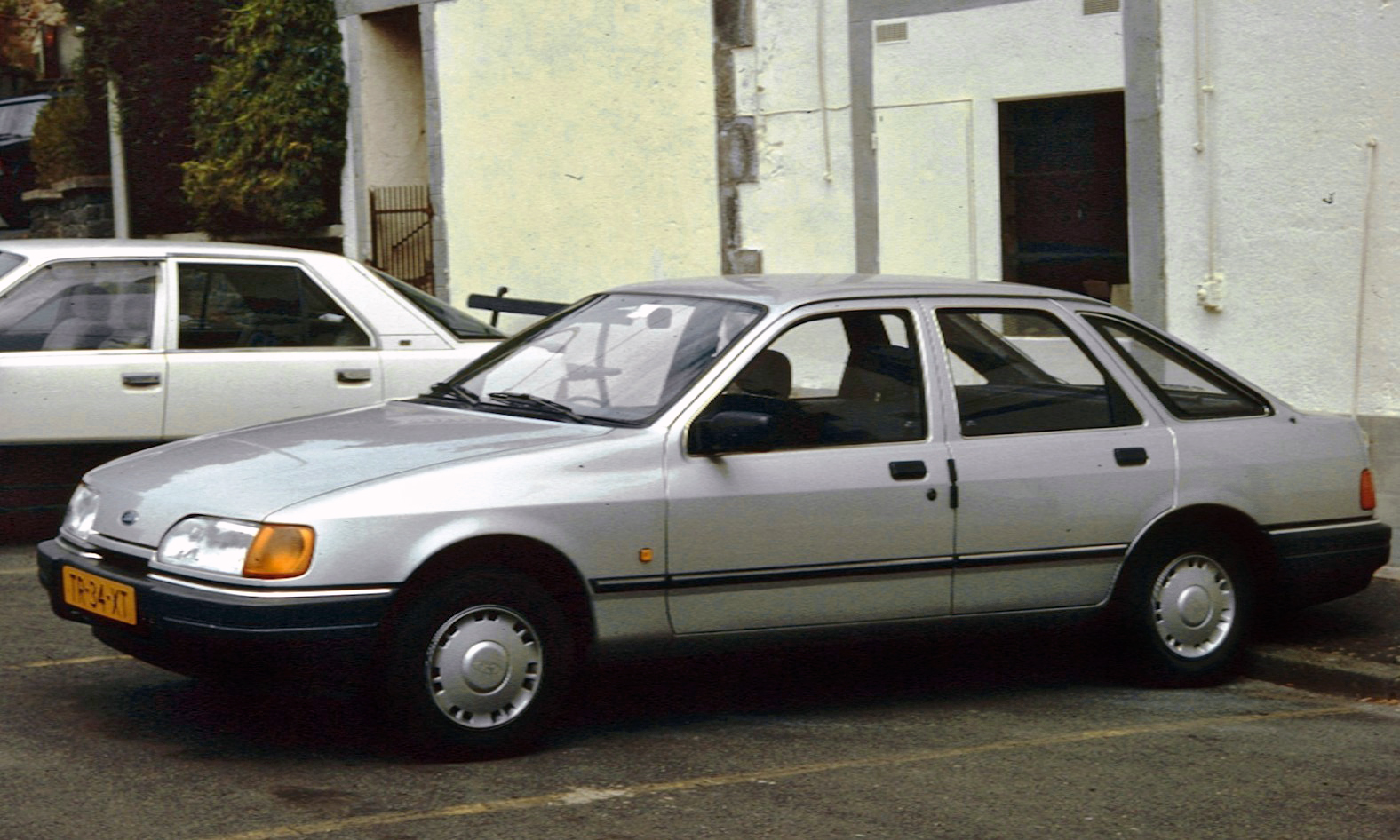
福特Sierra五門掀背
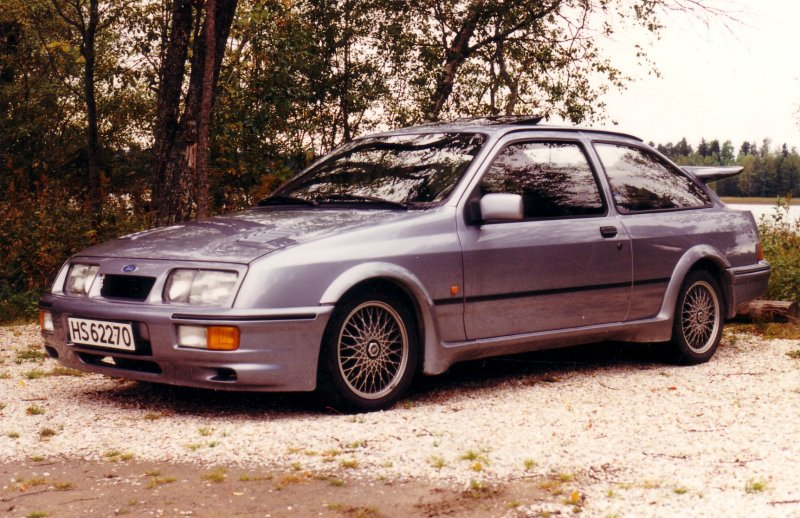
福特Sierra RS Cosworth
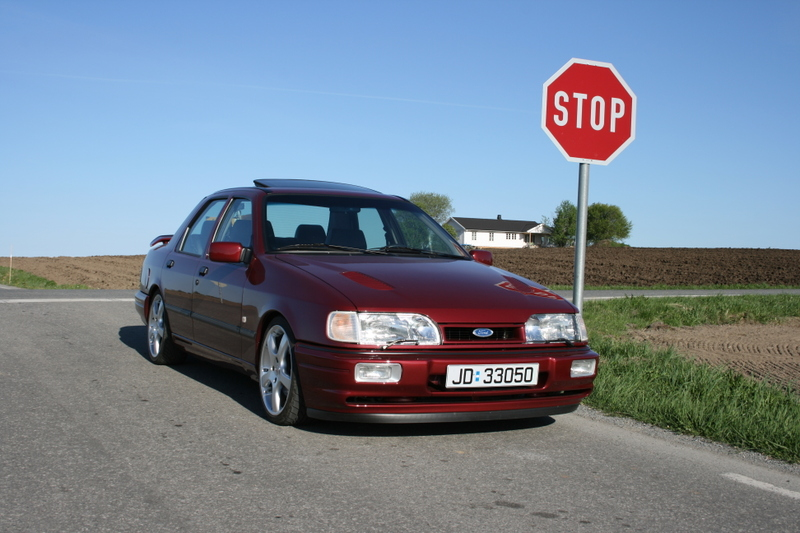
福特Sierra RS Cosworth 4X4